# McLaren MP4/4
McLaren MP4/4 – bolid Formuły 1, zaprojektowany przez Gordona Murraya oraz Steve'a Nicholsa i uczestniczący w niej w sezonie 1988.

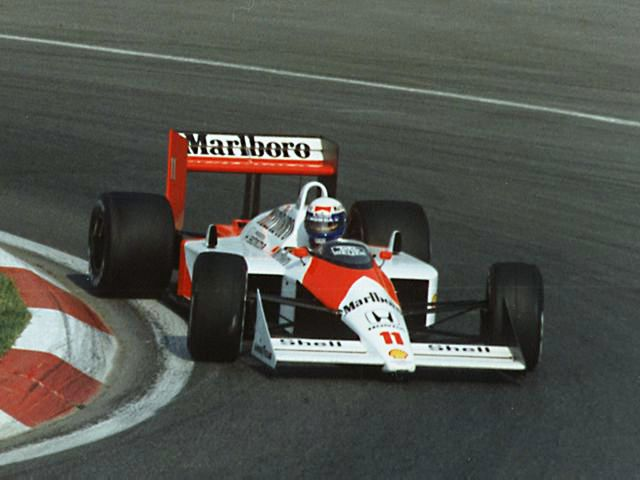
McLaren MP4/4 Alaina Prosta

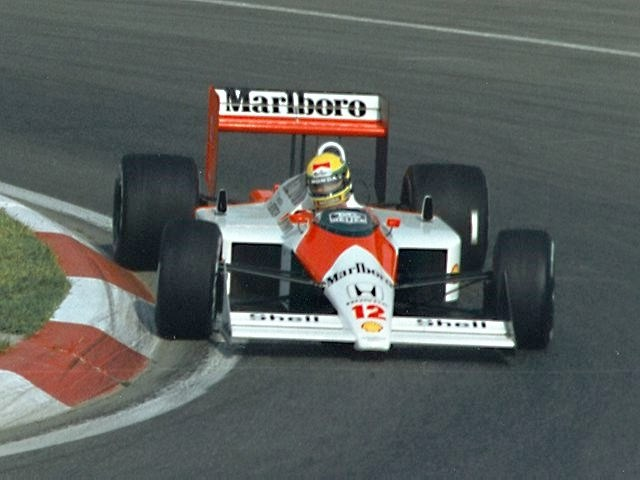
McLaren MP4/4 Ayrtona Senny

## Informacje ogólne
Samochód ten w pewnym stopniu oparty był na Brabhamie BT55. Napędzały go silniki Hondy (RA168E 1.5 V6 Turbo). McLaren MP4/4 był jednym z najlepszych samochodów jakie kiedykolwiek startowały w Formule 1 – zawodnicy zasiadający za jego kierownicą wygrali 15 z 16 wyścigów sezonu 1988 (podczas GP Włoch Alain Prost nie ukończył wyścigu, natomiast Ayrton Senna miał wypadek na kilka okrążeń przed końcem i ostatecznie został sklasyfikowany na 10 pozycji), 25 razy zajęli miejsce na podium, 15 razy zdobyli pole position, a także osiągnęli 10 najszybszych okrążeń.

## Wyniki
| Legenda oznaczeń w tabelach wyników Wyświetl szablon na nowej stronie | Legenda oznaczeń w tabelach wyników Wyświetl szablon na nowej stronie                                                                     |
| Oznaczenie                                                            | Wyjaśnienie |
| --------------------------------------------------------------------- | --- |
| Złoty                                                                 | Zwycięzca lub mistrzostwo |
| Srebrny                                                               | 2. miejsce lub wicemistrzostwo |
| Brązowy                                                               | 3. miejsce lub II wicemistrzostwo |
| Zielony                                                               | Ukończył, punktował (w klasyfikacji generalnej, gdy zdobył co najmniej jeden punkt na przestrzeni sezonu, poza trzema powyższymi opcjami) |
| Niebieski                                                             | Ukończył, nie punktował (w klasyfikacji generalnej, gdy nie zdobył co najmniej jednego punktu na przestrzeni sezonu)                      |
| Czerwony                                                              | Nie zakwalifikował się (NZ) |
| Czerwony                                                              | Nie prekwalifikował się (NPK) |
| Różowy                                                                | Nie ukończył (NU) |
| Różowy                                                                | Niesklasyfikowany (NS) (w klasyfikacji generalnej, gdy nie został sklasyfikowany w żadnym wyścigu sezonu)                                 |
| Czarny                                                                | Zdyskwalifikowany (DK) |
| Czarny                                                                | Wykluczony (WYK/EX) |
| Biały                                                                 | Nie wystartował (NW) |
| Biały                                                                 | Kontuzjowany (K/INJ) |
| Biały                                                                 | Wyścig odwołany (OD/C) |
| Bez koloru                                                            | Został wycofany (WYC/WD) |
| Bez koloru                                                            | Nie przybył (NP/DNA) |
| Bez koloru                                                            | Nie brał udziału w treningach (NT/DNP) |
| Bez koloru                                                            | Nie został zgłoszony (–) |
| Pogrubienie                                                           | Start z pole position |
| Kursywa                                                               | Najszybsze okrążenie wyścigu |
| †                                                                     | Nie ukończył, ale jego rezultat został zaliczony ze względu na przejechanie więcej niż 90% dystansu wyścigu.                              |
| *                                                                     | Sezon w trakcie |
| 1/2/3                                                                 | Punktowana pozycja w sprincie kwalifikacyjnym                                                                                             |
| Lista systemów punktacji Formuły 1                                    | |

| Sezon | Zespół  | Silnik | Opony | Kierowcy     | Wyniki w poszczególnych eliminacjach | Wyniki w poszczególnych eliminacjach | Wyniki w poszczególnych eliminacjach | Wyniki w poszczególnych eliminacjach | Wyniki w poszczególnych eliminacjach | Wyniki w poszczególnych eliminacjach | Wyniki w poszczególnych eliminacjach | Wyniki w poszczególnych eliminacjach | Wyniki w poszczególnych eliminacjach | Wyniki w poszczególnych eliminacjach | Wyniki w poszczególnych eliminacjach | Wyniki w poszczególnych eliminacjach | Wyniki w poszczególnych eliminacjach | Wyniki w poszczególnych eliminacjach | Wyniki w poszczególnych eliminacjach | Wyniki w poszczególnych eliminacjach | Wyniki kierowców | Wyniki kierowców | Wyniki konstruktora | Wyniki konstruktora |
| Sezon | Zespół  | Silnik | Opony | Kierowcy     | BRA                                  | SMR                                  | MCO                                  | MEX                                  | CAN                                  | USA                                  | FRA                                  | GBR                                  | DEU                                  | HUN                                  | BEL                                  | ITA                                  | POR                                  | ESP                                  | JPN                                  | AUS                                  | Punkty           | Pozycja          | Punkty              | Pozycja             |
| ----- | ------- | ------ | ----- | ------------ | ------------------------------------ | ------------------------------------ | ------------------------------------ | ------------------------------------ | ------------------------------------ | ------------------------------------ | ------------------------------------ | ------------------------------------ | ------------------------------------ | ------------------------------------ | ------------------------------------ | ------------------------------------ | ------------------------------------ | ------------------------------------ | ------------------------------------ | ------------------------------------ | ---------------- | ---------------- | ------------------- | ------------------- |
| 1988  | McLaren | Honda  | G     | Alain Prost  | 1                                    | 2                                    | 1                                    | 1                                    | 2                                    | 2                                    | 1                                    | NU                                   | 2                                    | 2                                    | 2                                    | NU                                   | 1                                    | 1                                    | 2                                    | 1                                    | 87(105)*         | 2                | 199                 | 1                   |
| 1988  | McLaren | Honda  | G     | Ayrton Senna | DK                                   | 1                                    | NU                                   | 2                                    | 1                                    | 1                                    | 2                                    | 1                                    | 1                                    | 1                                    | 1                                    | 10                                   | 6                                    | 4                                    | 1                                    | 2                                    | 90(94)*          | 1                | 199                 | 1                   |

- Tylko 11 najlepszych wyników z 16 wyścigów było liczonych do końcowej punktacji.